# Dorra
Pour l’article ayant un titre homophone, voir Dora.
Dorra est un village de la région de Tadjourah, à Djibouti. 

## Histoire
Des peintures rupestres se trouvent à proximité du village. 